# Mentioned in Confidence
Mentioned in Confidence è un film muto del 1917 diretto da Edgar Jones. La sceneggiatura si basa sulla storia breve Mentioned in Confidence di Howard Fielding (pseudonimo di Charles Witherle Hooke) pubblicata su Popular Magazine.

## Trama
Per metter fine allo scontro che contrappone due famiglie, una ricca e una povera, che non vogliono che i loro figli si frequentino, un sacerdote racconta in gran confidenza ai genitori dei ragazzi una storia analoga di cui è venuto a conoscenza. Gordon Leigh, erede di una facoltosa famiglia, e Marjorie Manning, figlia di un povero fioraio, sono compagni di gioco fino a quando Leigh, il padre di Gordon, comincia a obiettare sulla loro amicizia. Passano gli anni: Marjorie è diventata una bella ragazza e suo padre, nel frattempo, ha fatto fortuna. Ma si sposa con Perda Brentane, una donna crudele e vendicativa. Marjorie, allora, va via da casa, andando a lavorare come infermiera. In ospedale, incontra Gordon, il suo vecchio compagno di giochi, che adesso fa il medico. I due riprendono a frequentarsi e, ben presto, il loro sentimento si trasforma in amore. Ma Perda, la matrigna, non riesce ad accettare il matrimonio tra Marjorie e Gordon: tempo prima, innamorata del giovane, era stata da lui respinta. Ora, decide di vendicarsi e gli spara. Poi rivolge l'arma contro sé stessa e si uccide. Gordon, gravemente ferito, è in coma. Tutti pensano che l'autore del delitto sia Manning, il padre di Marjorie, che avrebbe vendicato in questo modo il tradimento della moglie. Dopo il processo per omicidio, l'uomo viene condannato alla sedia elettrica. Lo salva l'intervento di Gordon che, uscito dal coma, lo scagiona dicendo come sono andate effettivamente le cose.
Dopo il racconto del sacerdote, i due litiganti rabbiosi si calmano. Commossi per quello che hanno appena ascoltato, decidono di lasciare liberi i loro figli di continuare a frequentarsi.

## Produzione
Il film fu prodotto dalla Balboa Amusement Producing Company.

## Distribuzione
Distribuito dalla General Film Company, il film uscì nelle sale cinematografiche USA nel marzo 1917.